# ダウニング街11番地
ダウニング街11番地（ダウニングがいじゅういちばんち、英: 11 Downing Street）は、イギリスの財務大臣（慣例として第二大蔵卿を兼任）が居住する官邸の所在地であり、隣の10番地にある首相官邸とともに1682年に着工、1684年に竣工した。イギリスではナンバー11（Number 11）と呼ばれることが多い。
ダウニング街11番地に入居した最初の財務大臣はヘンリー・ペティ＝フィッツモーリス卿（在任：1806年 - 1807年、後の第3代ランズダウン侯爵）だったが、ダウニング街11番地が財務大臣の公式官邸になったのは1828年のことだった。
2016年以降の首相テリーザ・メイ（在任：2016年 - 2019年）とボリス・ジョンソン（在任：2019年 - 2022年）は11番地の居住スペースが10番地より大きいことを理由に10番地ではなく11番地に入居したが、2022年に就任した首相リズ・トラスとリシ・スナクは10番地に入居した。

## 地理
ナンバー11は石炭、レンガ造りのジョージアン様式の建物であり、セント・ジェームズ・パークやホース・ガーズ・パレードを見下ろせる位置にある。ダウニング街から見ると、左から順にナンバー12、11、10になっている。

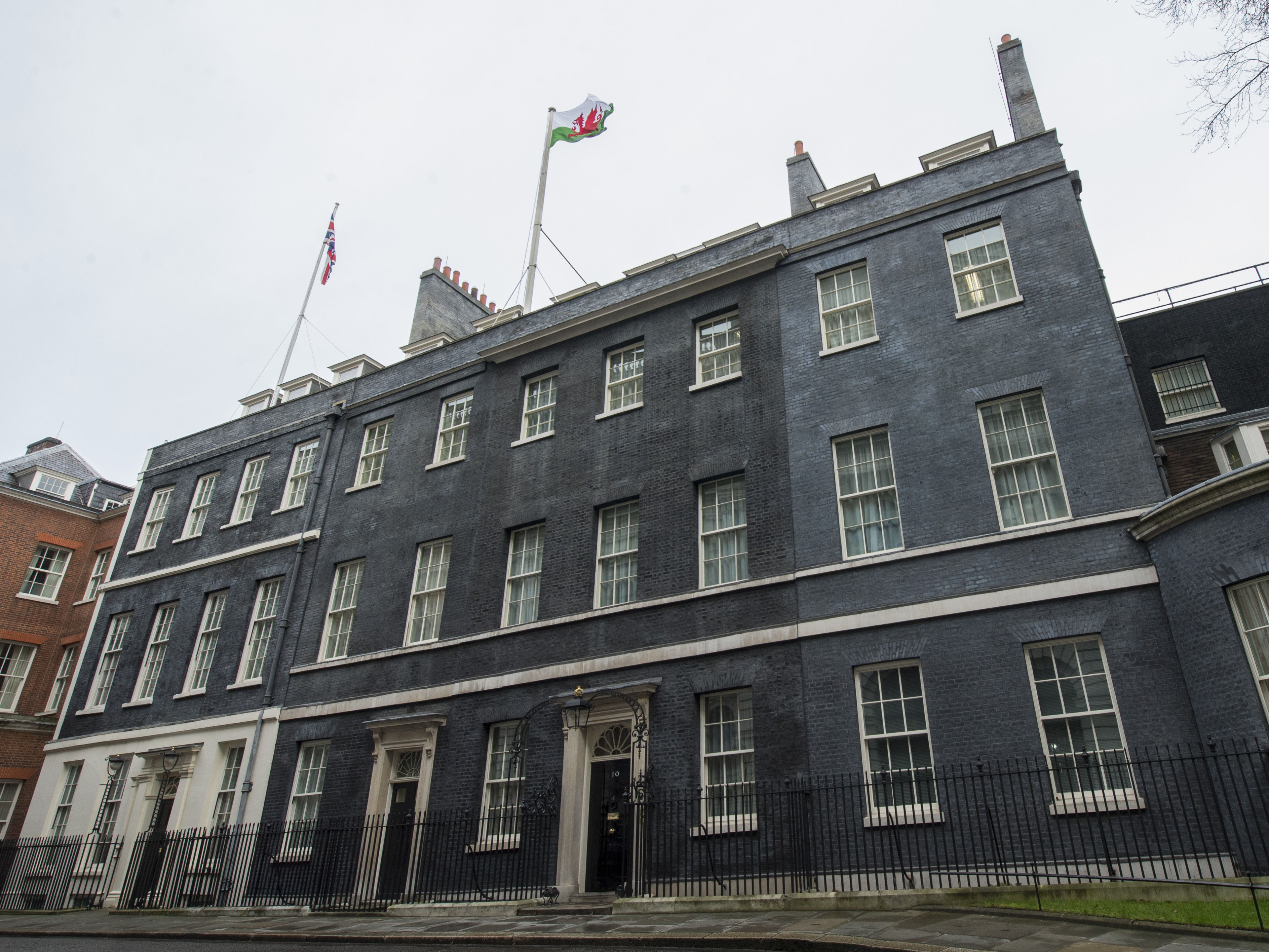
ダウニング街10番地、2017年撮影。

ナンバー11の右側は19世紀初より首相（および第一大蔵卿）官邸として使用されている10番地（ナンバー10）であり、左側の12番地（ナンバー12）は公式には与党院内幹事の官邸であるが、2020年1月に首相報道官室（Prime Minister's Press Office）が庶民院から移転し、与党院内幹事の官邸は9番地（ナンバー9）に移動された。9番地は枢密院司法委員会が、連合王国最高裁判所発足を控えた2009年8月にミドルセックス・ギルドホールに移転するまで入居し、2016年7月から2020年1月まで欧州連合離脱省が置かれていた。
これらの官邸は度重なる改築が行われ、現代では11番地の建物から（一旦ダウニング街に出ずに）10番地の建物に入ることができる。また、ホワイトホールにある内閣府庁舎の後ろともつながっている。
ナンバー11は初代準男爵サー・ジョージ・ダウニングが1682年から1684年まで建設した建物の1つだった。その後、1723年頃から1735年頃まで改築され、1766年頃から1775年までケントン・コーズが外観を上塗りして、1825年から1826年にはサー・ジョン・ソーンによるダイニングルームの改装が行われた。1960年から1964年まではレイモンド・エリスによる大規模改装が行われた。
なお、「11」は番地（地番）ではなく住居番号である（日本における「a丁目b番地c号」の「c号」に相当する）。よって、本来は「番地」のつかない「ダウニング街11」となる。

## 入居者
18世紀の時点では財務大臣との関連が薄く、ホイッグ党政権期の1724年から1731年にはトーリー党の第4代オーラリー伯爵チャールズ・ボイルが入居しており、1797年から1805年までは庶民院議員ジョン・エリオット（1804年にエリオット男爵位を継承、1815年にセント・ジャーマンズ伯爵に叙爵）が入居した。その後、ヘンリー・ペティ＝フィッツモーリス卿（1806年から1807年までの財務大臣）がナンバー11に入居した最初の財務大臣になるが、後任のスペンサー・パーシヴァル（1807年から1812年までの財務大臣、1809年から1812年まで首相を兼任）は1807年にナンバー11に入居した後、同年にナンバー10に移り、以降1827年まで財務省秘書官が相次いで入居した（具体的には1807年から1809年までウィリアム・ハスキソンが、1811年から1823年までチャールズ・アーバスノットが、1824年から1827年までスティーブン・ラムボルド・ラッシントンが入居した）。
1827年に財務大臣ジョン・チャールズ・ヘリーズが入居した後、1828年にナンバー11が財務大臣の公式官邸に指定され、以降1834年までヘンリー・ゴールバーン、オールトラップ子爵ジョン・スペンサーといった財務大臣が入居した。その後の入居者は第6代準男爵サー・ジョージ・クラーク（財務省政務次官、1835年入居）、エドワード・ジョン・スタンリー（財務省政務次官、1837年入居）、トマス・スプリング・ライス（財務大臣、1838年から1839年まで入居）、フランシス・ソーンヒル・ベアリング（財務大臣、1839年から1841年まで入居）、ヘンリー・ゴールバーン（財務大臣、1841年から1846年まで入居）、第3代準男爵サー・チャールズ・ウッド（財務大臣、1847年から1852年まで入居）だったが、ウッドの後任であるベンジャミン・ディズレーリはナンバー11に入居しなかった。その後、ナンバー11に入居した次の財務大臣はウィリアム・ヴァーノン・ハーコート（1892年就任）であり、以降1931年までの大半の時期に財務大臣か、それ以外の閣僚が入居した（たとえば、1905年から1908年までは内務大臣のハーバート・グラッドストーンが、1924年の第1次マクドナルド内閣には王璽尚書のジョン・ロバート・クラインスが入居した）。
1997年に首相に就任したトニー・ブレアは妻と数人の子女と住んでいたため、ナンバー10ではなく居住スペースのより大きいナンバー11に入居した。ブレア内閣の財務大臣ゴードン・ブラウンは1997年時点では未婚だったが、2007年にブラウンが首相に就任した時点では結婚しており、ナンバー11に入居した（のちナンバー10に移った）。
2010年イギリス総選挙の後、財務大臣に就任したジョージ・オズボーンがナンバー11に入居せず、ノッティング・ヒルの自宅に住んだため、首相に就任したデイヴィッド・キャメロンはナンバー11に入居した。2011年8月初、オズボーンはナンバー10に入居した。
キャメロンの後任であるテリーザ・メイも就任時にナンバー11に入居しており、メイの後任であるボリス・ジョンソンも同様にナンバー11に入居している。一方で2022年に就任したリズ・トラスとリシ・スナクはナンバー10に入居した。